# 黄龍 (段子璋)
黄龍（こうりゅう）は、中国、唐代の安史の乱の際に、段子璋が用いた私年号。761年。

## 西暦・干支との対照表
| 黄龍 | 元年  |
| 西暦 | 761年 |
| 干支 | 辛丑  |

## 他元号との対照表
| 黄龍 | 元年  |
| 唐   | 上元2 |